# Henny Piezonka
Henny Piezonka (* 1976 in Cottbus) ist eine deutsche Prähistorische Archäologin.

## Leben
Henny Piezonka studierte ab 1995 Ur- und Frühgeschichte, Klassische Archäologie und Kunstgeschichte an der Humboldt-Universität zu Berlin und der University of Glasgow. 2003 absolvierte sie die Masterprüfung an der HU Berlin, 2010 promovierte sie über „Die nordosteuropäische Waldzone im Neolithikum. Studien zu den Gruppen mit früher Keramik nördlich und östlich der Ostsee“ an der FU Berlin. Von 2004 bis 2008 arbeitete sie am Deutschen Archäologischen Institut Berlin, von 2008 bis 2011 war sie Wissenschaftliche Mitarbeiterin (Prae-Doc/Post-Doc) an der Universität Bonn beim BMBF-Projekt „Geoarchäologie der Steppe: Zur Rekonstruktion von Kulturlandschaften im Orchon-Tal, Zentrale Mongolei“. Anschließend war sie Wissenschaftliche Mitarbeiterin (Post-Doc) an der Universität Greifswald mit verschiedenen Projekten zur eurasischen Vorgeschichte (Mittel- und Osteuropa, Sibirien, Mongolei, Sizilien).
Von 2016 bis 2023 war sie Juniorprofessorin an der Universität Kiel. Seit Mai 2023 ist sie Professorin für Prähistorische Archäologie am Fachbereich Geschichts- und Kulturwissenschaften der Freien Universität Berlin.
Sie forscht zu Jäger/Sammler- und Hirten-Gesellschaften sowie zu frühen bäuerlichen Gruppen mit Schwerpunkt auf der eurasischen Wald- und Steppenzone. In einem Zeitraum vom Ende der Eiszeit bis zur Gegenwart untersucht sie langfristige soziokulturelle und wirtschaftliche Dynamiken in Verbindung mit Mobilität, sesshaften Lebensweisen und Mensch-Tier-Systemen. Bei Forschungen in den chantischen und selkupischen Gemeinschaften Westsibiriens fand sie neue Belege für die Jagdausübung von Frauen, womit die bisherigen Rollenzuweisungen für Mann und Frau weiter aufgelöst werden.
Aufsehen erregte im Jahr 2023 die Publikation über die Entdeckung der ältesten menschlichen Festung bereits in der Steinzeit um 6000 v. Chr. mit der Siedlung Amnya in Westsibirien. Dadurch stellen sich neue Fragen zum Beginn der Sesshaftigkeit der Menschen, die bisher später angesetzt wurde. Die zu der Entdeckung führende Grabung in Westsibirien wurde durch eine russisch-deutsche Kooperation getragen, die wegen des russischen Überfalls auf die Ukraine vom Februar 2022 eingestellt werden musste.

## Schriften (Auswahl)
- Die Bronze- und frühe Eisenzeit in der ehemaligen Neumark. Untersuchungen zu Forschungsentwicklung und Fundbild bis 1945, Habelt, Bonn 2005, ISBN 978-3-7749-3359-0. [Magisterarbeit 2003 an der HU Berlin, ausgezeichnet mit dem Förderpreis der Humboldt-Universität und dem Rudolf-Virchow-Förderpreis 2004].
- Jäger, Fischer, Töpfer. Wildbeutergruppen mit früher Keramik in Nordosteuropa im 6. und 5. Jahrtausend v. Chr., Habelt, Bonn 2015, ISBN 978-3-7749-3932-5. [überarbeitete Fassung der Dissertation Berlin 2010, ausgezeichnet mit dem Dr.-Walther-Liebehenz-Preis]
- mit Jens Schneeweiß, Manfred Nawroth und Heiner Schwarzberg (Hrsg.): Man sieht nur, was man weiß. Man weiß nur, was man sieht. Globalhistorische Perspektiven auf interkulturelle Phänomene der Mobilität. Festschrift für Hermann Parzinger zum 65. Geburtstag. Marie Leidorf Verlag, Rahden 2024, ISBN 978-3-89646-689-1.

## Einzelbelege
1. ↑  Henny Piezonka. Abgerufen am 28. Dezember 2023.
2. ↑  3. Können Sie die Rolle der Frau als Jägerin und Sammlerin kurz skizzieren?
3. ↑  Älteste befestigte Siedlung der Welt nachgewiesen. 6. Dezember 2023, abgerufen am 28. Dezember 2023.
4. ↑  Esther Widmann: Archäologie in Sibirien: 8000 Jahre alte Verteidigungsanlage entdeckt. In: Neue Zürcher Zeitung. 23. Dezember 2023, ISSN 0376-6829 (nzz.ch [abgerufen am 28. Dezember 2023]).

| Personendaten    | Personendaten            |
| ---------------- | ------------------------ |
| NAME             | Piezonka, Henny          |
| KURZBESCHREIBUNG | deutsche Prähistorikerin |
| GEBURTSDATUM     | 1976                     |
| GEBURTSORT       | Cottbus                  |